# Laurence Olivier Award all'attrice dell'anno in un revival
Il Premio Laurence Olivier all'attrice dell'anno in un revival (Laurence Olivier Award for Actress of the Year in a Revival) è stato un riconoscimento teatrale, presentato dalla Society of London Theatre, assegnato alle migliori attrici protagoniste in un revival.
I premi furono istituiti come Society of West End Theatre Awards nel 1976 e rinominati nel 1984 in onore dell'attore e regista inglese Laurence Olivier.
Questo premio è stato assegnato dal 1976 al 1984, poi nel 1985 il premio è stato combinato con il premio Attrice dell'anno in una nuova opera teatrale per creare il premio Migliore attrice. Il premio originale come Attrice dell'anno in un revival è tornato un'ultima volta, per la cerimonia del 1988.

## Vincitrici e candidate

### Anni 1970
- 1976
  -  Dorothy Tutin - Un mese in campagna
  - Susan Fleetwood - The Playboy of the Western World, Amleto e Tamerlano il Grande
  - Geraldine McEwan - On Approval
  - Googie Withers - Il giardino dei ciliegi e Un marito ideale
- 1977
  -  Judi Dench - Macbeth
  - Francesca Annis - Troilo e Cressida
  - Susan Fleetwood - L'aratro e le stelle
  - Janet Suzman - Hedda Gabler
- 1978
  -  Dorothy Tutin - The Double Dealer
  - Eileen Atkins - Twelfth Night
  - Ingrid Bergman - Waters of the Moon
  - Wendy Hiller - Waters of the Moon
- 1979
  -  Zoë Wanamaker - Once in a Lifetime
  - Paola Dionisotti - The Taming of the Shrew
  - Glenda Jackson - Antonio e Cleopatra
  - Billie Whitelaw - Happy Days

### Anni 1980
- 1980
  -  Judi Dench - Giunone e il pavone
  - Maria Aitken - Vite in privato
  - Geraldine McEwan - La versione Browning e Harlequinade
  - Susan Tracy - Anna Christie
- 1981
  -  Margaret Tyzack - Chi ha paura di Virginia Woolf?
  - Sinéad Cusack - La tragedia della fanciulla
  - Rosemary Harris - Erano tutti miei figli
  - Penelope Wilton - Uomo e superuomo
- 1982
  -  Cheryl Campbell - Casa di bambola
  - Judi Dench - L'importanza di chiamarsi Ernesto
  - Felicity Kendal - The Second Mrs Tanqueray
  - Mary Maddox - Rocket to the Moon
- 1983
  -  Frances de la Tour - Una luna per i bastardi
  - Sinéad Cusack - La bisbetica domata
  - Rosemary Harris - Heartbreak House
  - Helen Mirren - Antonio e Cleopatra
- 1984
  -  Vanessa Redgrave - The Aspern Papers
  - Glenda Jackson - Strano interludio
  - Juliet Stevenson - Misura per misura
  - Zoë Wanamaker - La dodicesima notte
- 1988
  -  Harriet Walter - A Question of Geography, La dodicesima notte e Tre sorelle
  - Estelle Kohler - Tito Andronico e Hello and Goodbye
  - Vanessa Redgrave - A Touch of the Poet
  - Imelda Staunton - Zio Vanja